# 1,4-benzochinontetracarbonzuur
1,4-benzochiontetracarbonzuur  is een organische verbinding met de formule {\displaystyle {\ce {C10H4O10}}}, die gezien kan worden als een derivaat van 1,4-benzochinon waarin alle waterstof-atomen vervangen zijn door carbonzuurgroepen.

## Synthese
De synthese van het zuur start bij dureen (1,2,4,5-tetramethylbenzeen) via dinitropyromellitinezuur en
diaminopyromellitinezuur.

## Anion
Door achtereenvolgens de vier protonen af te staan ontstaan triwaterstof-, diwaterstof-, waterstof-1,4-benzochinontetracarboxylaat en benzochinontetracarboxylaat {\displaystyle {\ce {C10O10^{4-}}}}. Dit laatste ion bestaat slechts uit koolstof en zuurstof. Het ion is daarmee een van de koolstof-zuurstof-anionen. Deze ionen kunnen als anion in zouten optreden en als bouwsteen in andere stoffen zoals bijvoorbeeld esters. Bij zowel de zouten als de esters vormt de naam van het anion een deel van de naam van de nieuwe verbinding.

## Anhydride
Door het verwijderen van twee moleculen water gaat de verbinding over in 1,4-benzochinontetracarbonzuurdianhydride, {\displaystyle {\ce {C10O8}}}, een neutrale verbinding bestaande uit slechts koolstof en zuurstof. Daarmee is het een koolstofoxide.